# Milan Piroćanac
Milan Piroćanac (cyr. Милан Пироћанац; ur. 7 stycznia 1837 w Jagodinie, zm. 1 marca 1897 w Belgradzie) – serbski polityk, prawnik i dyplomata, pierwszy premier Królestwa Serbii (1880-1883), minister spraw zagranicznych Serbii (1874-1875), minister sprawiedliwości Serbii (1880–1881).

## Życiorys
Był synem urzędnika Stevana Nedeljkovicia i Milicy. Ukończył szkołę w Jagodinie, a następnie uczył się w gimnazjach w Kragujevacu i w Belgradzie. Od czasów szkolnych posługiwał się nazwiskiem Piroćanac (ojciec Milana urodził się w Pirocie). W 1860 ukończył studia prawnicze w Paryżu. Studia kontynuował w Heidelbergu, powrócił do kraju w roku 1861. 

## Kariera polityczna
Po powrocie do kraju Piroćanac rozpoczął pracę w ministerstwie spraw zagranicznych, dzięki wsparciu Iliji Garašanina. W 1866 wyjechał do Cetinja, gdzie był przedstawicielem władz serbskich przy księciu Mikołaju. Powrócił do kraju w roku 1868 poświęcając się pracy sędziego. W 1872 mianowany sędzią Sądu Apelacyjnego w Belgradzie. W roku 1874 objął stanowisko ministra spraw zagranicznych w gabinecie Jovana Marinovicia, po dymisji rządu w 1875 powrócił do pracy w Sądzie Apelacyjnym.
W 1880 założył Serbską Partię Postępową, złożoną z polityków skupionych wokół pisma Videlo. Program partii zakładał wierność władcy Serbii i realizację haseł "prawo, wolność i postęp". W październiku 1880 został zaproszony przez księcia Milana Obrenovicia do sformowania nowego rządu. Przez trzy lata rząd Piroćanca dokonał kilku znaczących reform w zakresie szkolnictwa (wprowadzenie obowiązkowego nauczania na poziomie podstawowym, nowe programy nauczania), a także doprowadził do uchwalenia ustawy o niezależności sędziów i prawa prasowego. Rząd Piroćanaca rozpoczął budowę strategicznych linii kolejowych łączących Belgrad z Niszem i z Pirotem. W polityce zagranicznej nastąpiło zbliżenie z Austro-Węgrami, co potwierdził dwustronny układ handlowy. Poparcie Wiednia okazało się także kluczowe dla proklamowania Królestwa Serbii i koronacji Milana I na pierwszego od czasów średniowiecza króla Serbii. 
We wrześniu 1883 rząd Pećanaca podał się do dymisji, po porażce jego ugrupowania w wyborach parlamentarnych. Kryzys orientacji austro-węgierskiej w polityce serbskiej był związany z polityką Wiednia wobec Bośni i Hercegowiny i okupacją tego terytorium, co w Belgradzie odczytano jako zagrożenie dla bezpieczeństwa Królestwa Serbii. Piroćanac kierował Partią Postępową do roku 1886, kiedy wycofał się z życia politycznego. Przez ostatnie lata życia wykonywał zawód prawnika, współpracując z firmami zagranicznymi, działającymi w Belgradzie. Był autorem pamfletów politycznych, pisanych pod pseudonimem Stefan Bratimić. Zmarł w 1897 w Belgradzie i został pochowany na Nowym Cmentarzu (Novo Groblje).

## Twórczość
- 1892: Medjunarodni položaj Srbije, Beograd 1892.
- 1895: Knez Mihailo i zajednička radnja balkanskih naroda
- 1896: Beleške povodom jedne diplomatske istorije (reprint 2004)

## Życie prywatne
Był dwukrotnie żonaty (Amalja z d. Milovanović, Jelena z d. Janković), miał pięcioro dzieci (córkę i czterech synów).